# Ferdinand Jergitsch

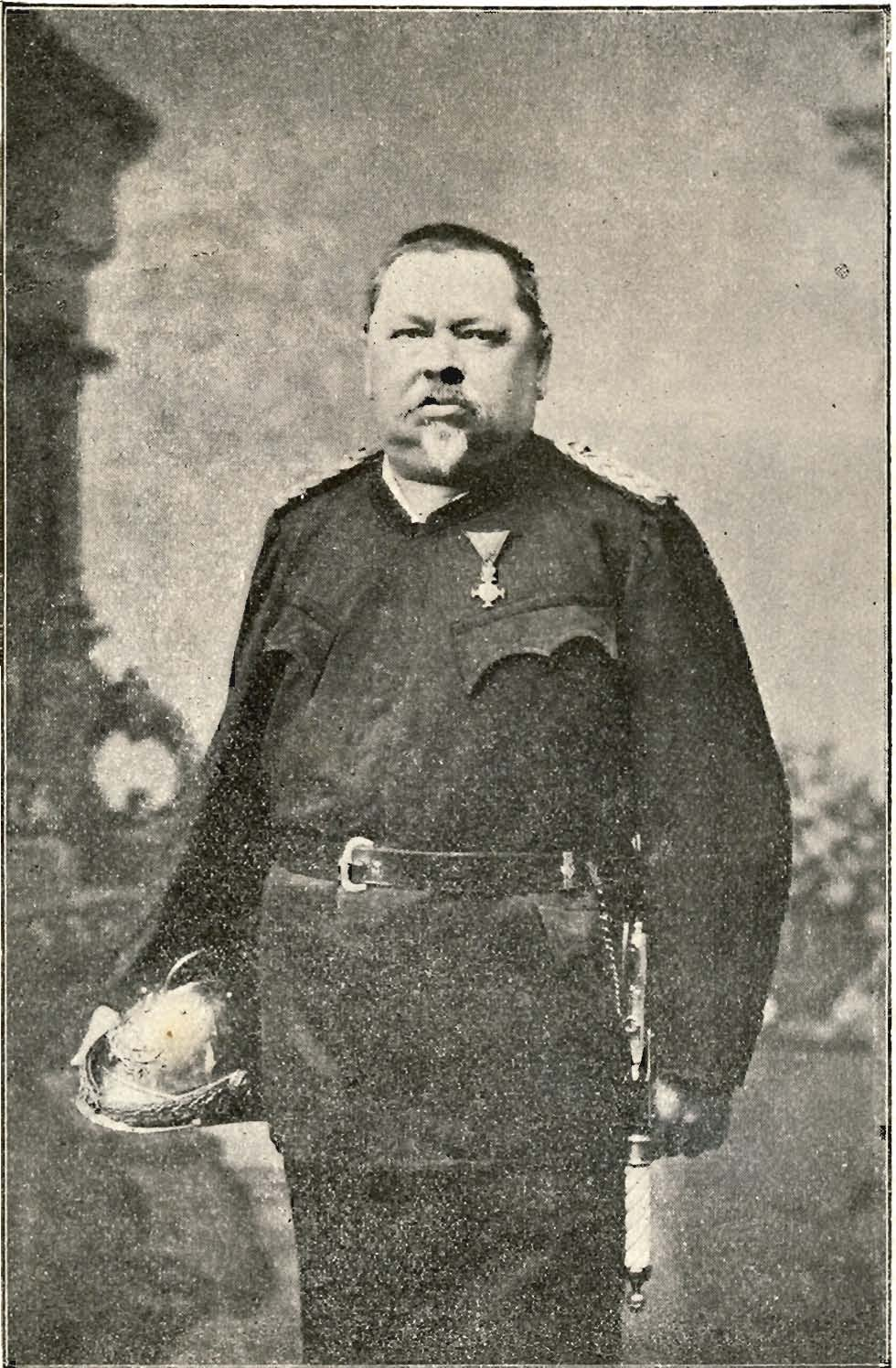
Ferdinand Jergitsch

Ferdinand Jergitsch (* 30. Mai 1836 in Klagenfurt; † 18. September 1900) war ein österreichischer Drahtgitterstricker und Gründer der ersten Feuerwehr in Kärnten, Österreich.

## Leben und Wirken
Ferdinand Jergitsch wurde in Klagenfurt als Sohn eines Siebmachers und Gitterstrickers geboren. Auch er selbst übte diesen Beruf aus.

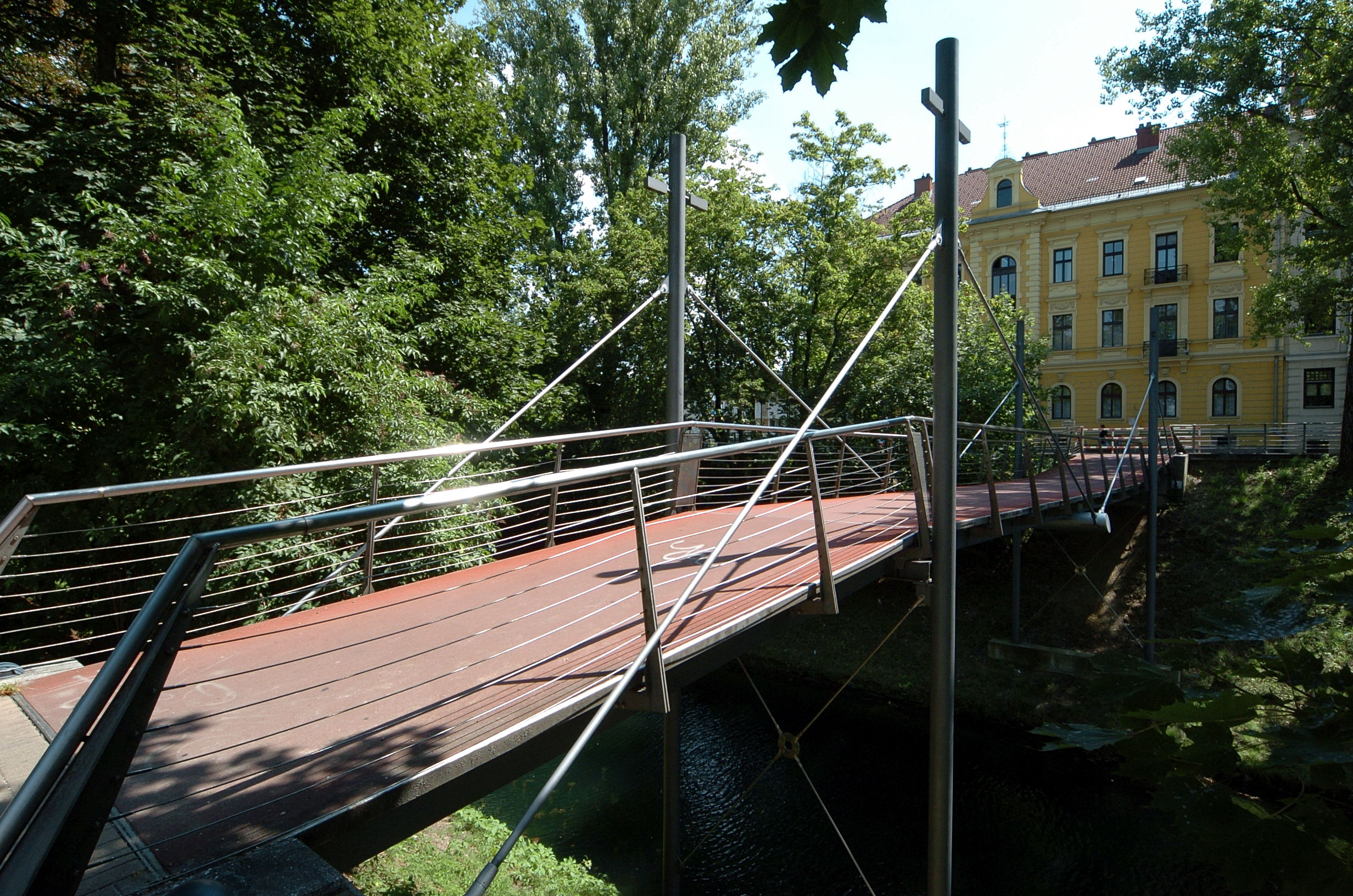
Jergitschsteg über den Lendkanal

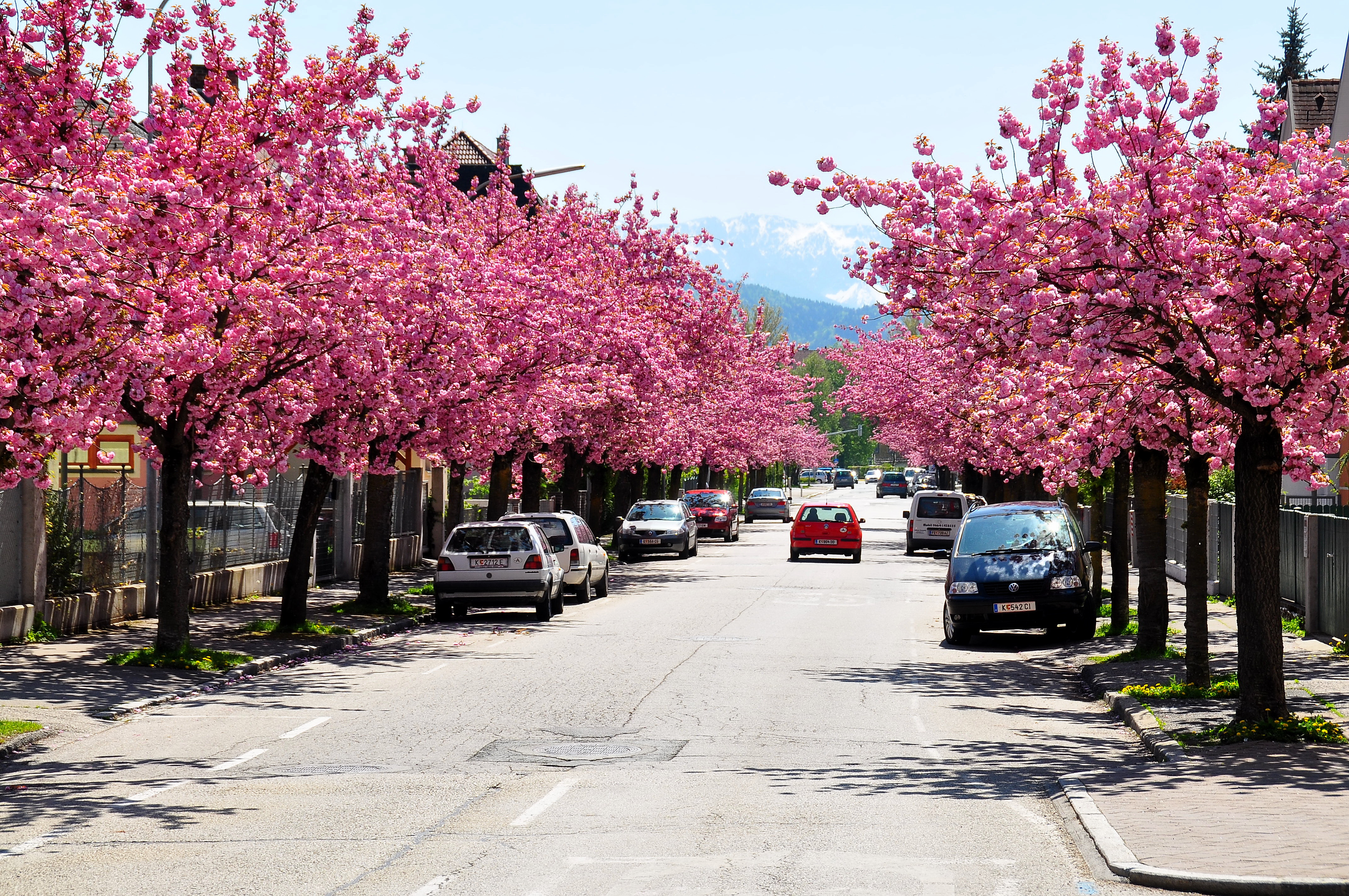
Ferdinand Jergitsch-Straße in Klagenfurt

Beeindruckt von den Feuerwehr-Schauübungen, die er als Teilnehmer in Leipzig beim Deutschen Turnfest des Jahres 1863 gesehen hatte, ging der 25-jährige Drahtgitterstricker nach seiner Heimkehr sogleich an den Aufbau einer ähnlich schlagkräftigen Feuerwehr in seiner Heimatstadt und gründete schon 1864 mit Gleichgesinnten die erste Freiwillige Feuerwehr in Klagenfurt, damals die erste Feuerwehr in Kärnten, zu deren Hauptmann Jergitsch von seinen Kameraden gewählt wurde. Die Freiwillige Feuerwehr von Klagenfurt mit ihrer modernen, leistungsfähigen Spritze, die Jergitsch von Carl Metz in Heidelberg bestellte, erweckte schnell breites Interesse, und seine Privatinitiative fand bald begeisterte Nachahmung, sodass in der Folge nicht nur in Kärnten, sondern auch in zahlreichen anderen Städten der Monarchie ebenfalls Freiwillige Feuerwehren gegründet wurden.
Die Tatkraft des Drahtzaunherstellers erfuhr 1869 eine großartige Würdigung durch die Abhaltung des Österreichisch-ungarischen Feuerwehrtages in Klagenfurt, zu dem sich 800 Feuerwehrleute einfanden.
Im selben Jahr 1869 kam es auf Initiative von Jergitsch durch elf Kärntner Feuerwehren zur Gründung eines Verbandes der Freiwilligen Feuerwehren von Kärnten, damals der erste Landesfeuerwehrverband in Österreich. Jergitsch wurde zum Vorsitzenden bestimmt und 1870 zum Verbandsobmann des Landesfeuerwehrverbandes von Kärnten gewählt. Dieses Amt hatte er bis zu seinem Tod 1900 inne. Außerdem war er auch Mitglied des Österreich-ungarischen Reichsfeuerwehrverbandes.
Ferdinand Jergitsch, der ab 1882 auch Gemeinderat der Liberalen Partei war, setzte sich u. a. für die Vereinheitlichung des Feuerwehrwesens bei Ausbildung und Geräten ein. Darüber hinaus initiierte und erreichte er Gesetze zur Förderung des Feuerwehrwesens sowie Maßnahmen zur Versorgung von Unfallopfern und zur Brandverhütung. Ein besonderes Anliegen war ihm die soziale Komponente. Schon bei der Gründung des Landesfeuerwehrverbandes im Jahr 1869 drang er auf die Errichtung eines Unterstützungsfonds für im Dienst verunglückte Feuerwehrmänner und deren Hinterbliebene und erreichte die Zahlung eines Beitrages durch die Gemeinden.
Jergitsch wurde in Klagenfurt auf dem Friedhof St. Ruprecht im Familiengrab beigesetzt und erhielt später ein Ehrengrab auf dem Zentralfriedhof Klagenfurt-Annabichl.

## Ehrungen und Auszeichnungen
- Er war Ehrenhauptmann sämtlicher Verbandsfeuerwehren in Kärnten und Ehrenmitglied vieler anderer Feuerwehren und Landesverbände in Österreich-Ungarn.
- Von Kaiser Franz Joseph wurde ihm 1886 das goldene Verdienstzeichen mit der Krone verliehen.
- In Klagenfurt ist eine Brücke über den Lendkanal sowie eine Straße nach ihm benannt. In dieser Straße befindet sich am Haus Nr. 9 eine Gedenktafel. Aus dem Gymnasium Ferdinand-Jergitsch-Straße ging das Ingeborg-Bachmann-Gymnasium hervor.